# نيها شارما
نيها شارما (بالإنجليزية: Neha Sharma)‏ (ولدت في 21 نوفمبر 1987م) هي ممثلة وعارضة أزياء ومصممة هندية. ظهرت لأول مرة في عام 2007 بفيلم هندي.

## حياتها
هواياتها الطبخ، والاستماع إلى الموسيقى، والقراءة والرقص. يتم تدريب شارما في الهند شكل الرقص الكلاسيكي دعا Kathak. وبصرف النظر عن أنها علمت أيضا الشارع الهيب هوب، الرقص اللاتيني، السالسا، ميرينجو، ورقص الجاز موسيقى الجاز في لندن. وترى كيت موس كما أسلوبها الإلهام. يطمح شارما أيضا لإطلاق لها تسمية الملابس الخاصة.

## أفلامها
| سنة  | فليم                       | دور          | لغة      |
| ---- | -------------------------- | ------------ | -------- |
| 2007 | Chirutha                   | سانجانا      | التيلوجو |
| 2009 | Kurradu                    | هيمى         | التيلوجو |
| 2010 | Crook: It's Good To Be Bad | مثال         | هندى     |
| 2012 | Teri Meri Kahaani          | ميرا         | هندى     |
| 2012 | Kyaa Super Kool Hain Hum   | سيمران       | هندى     |
| 2013 | Jayantabhai Ki Luv Story   | سيمران       | هندى     |
| 2013 | Yamla Pagla Deewana 2      | سيمران       | هندى     |
| 2014 | Youngistaan                | اتونتاتشوهان | هندى     |
| 2015 | Hera Pheri 3               |              | هندى     |

## وصلات خارجية
- نيها شارما على موقع IMDb (الإنجليزية)
- نيها شارما على موقع قاعدة بيانات الفيلم (الإنجليزية)